# منحدرات باندياغارا الصخرية
يملك موقع باندياغارا، بالإضافة إلى مناظره الطبيعية الخلابة المؤلّفة من الصخور والهضبات الرمليّة التي تتميّز بالهندسات الجميلة (كالبيوت ومخازن الغلال والمعابد والملاجئ)، تقاليدَ اجتماعيّةً مدهشةً لا تزال تُمارَس حتى اليوم (كالأقنعة والاحتفالات الدينيّة والشعبيّة والشعائر الدينيّة التي تُقام بصورةٍ دوريّةٍ للأجداد في مناسباتٍ عديدة). وتُعتبر هضبة باندياغارا أحد أهم المواقع في غرب أفريقيا ويعود ذلك إلى صفاتها الجيولوجيّة والأثريّة وتنوّع الشعوب التي سكنتها ومناظرها الطبيعيّة.
«جرف باندياجارا» إحدى عجائب الطبيعة فهو عبارة عن واجهة صخرية ترتفع إلى حوالي 300 متر من الصحراء وفيها اقامت قبيلة «تيليم» تجمعاتها السكانية التي ترجع إلى عام 300 قبل الميلاد. والسبيل الوحيد الذي يمكن بواسطته الوصول إلى بيوتهم الصخرية التي ساعد طقس الصحراء الجاف على المحافظة على محتوياتها تماما فهو استخدام حبال تتدلى من قمة ذلك الجرف.

## معرض الصور

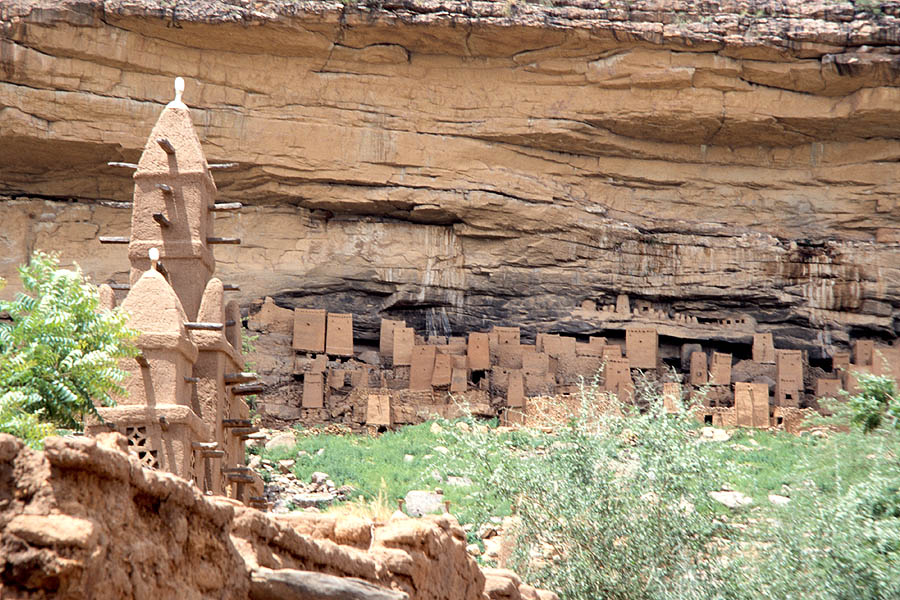
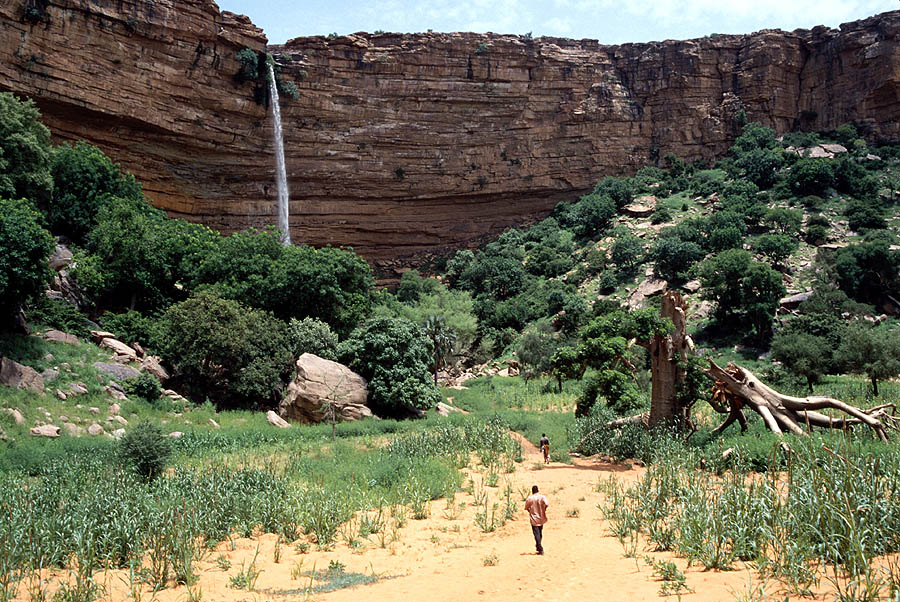
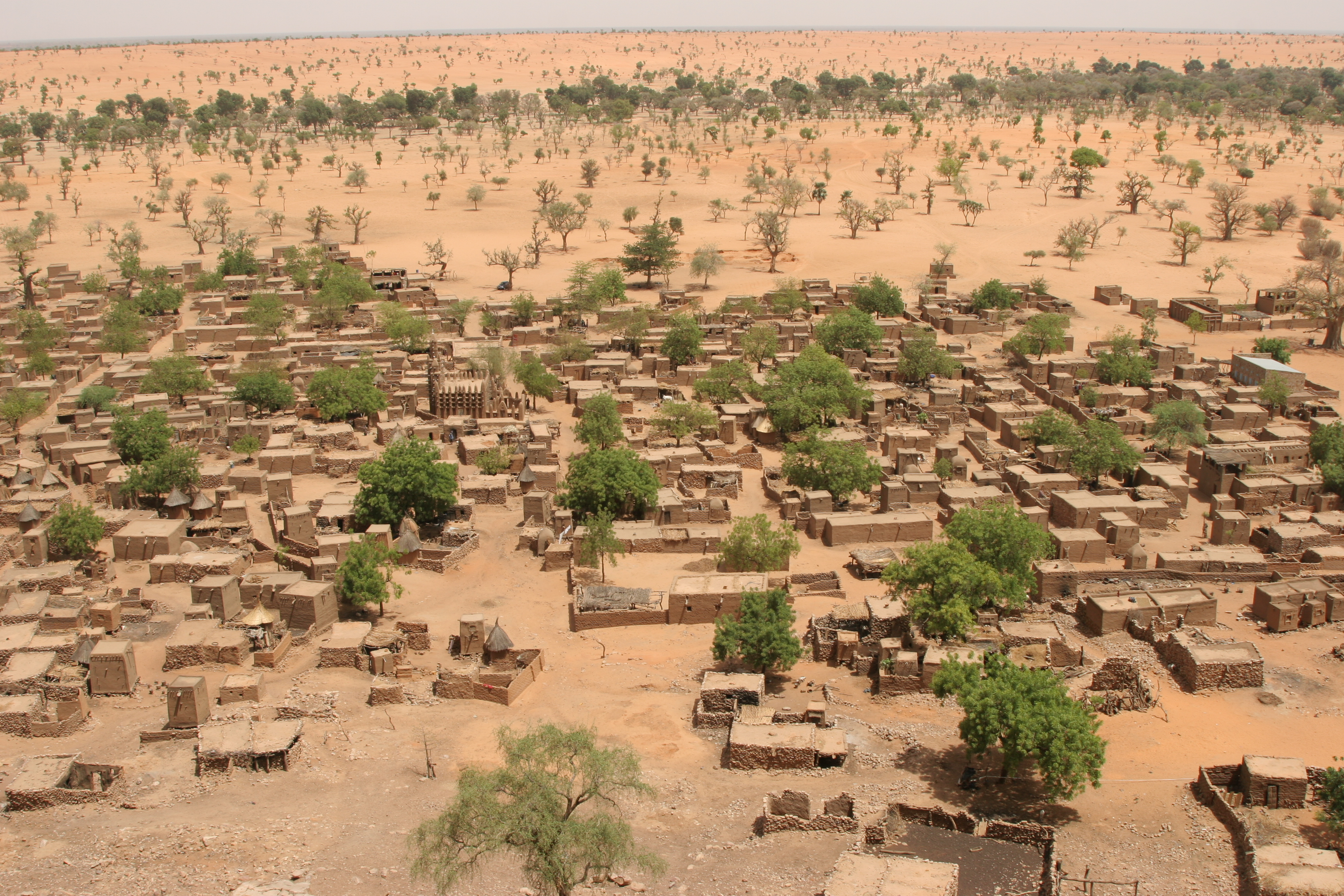
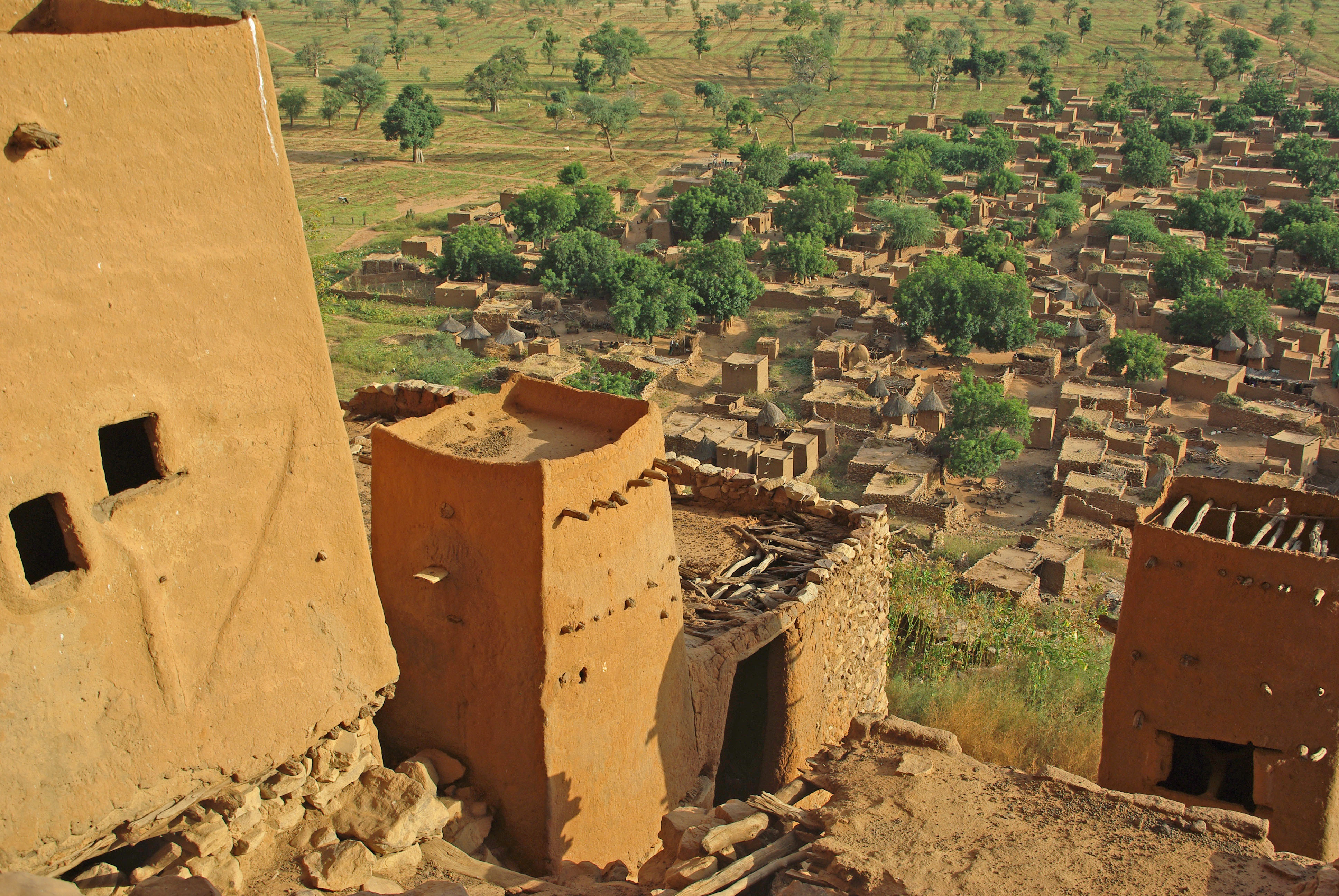
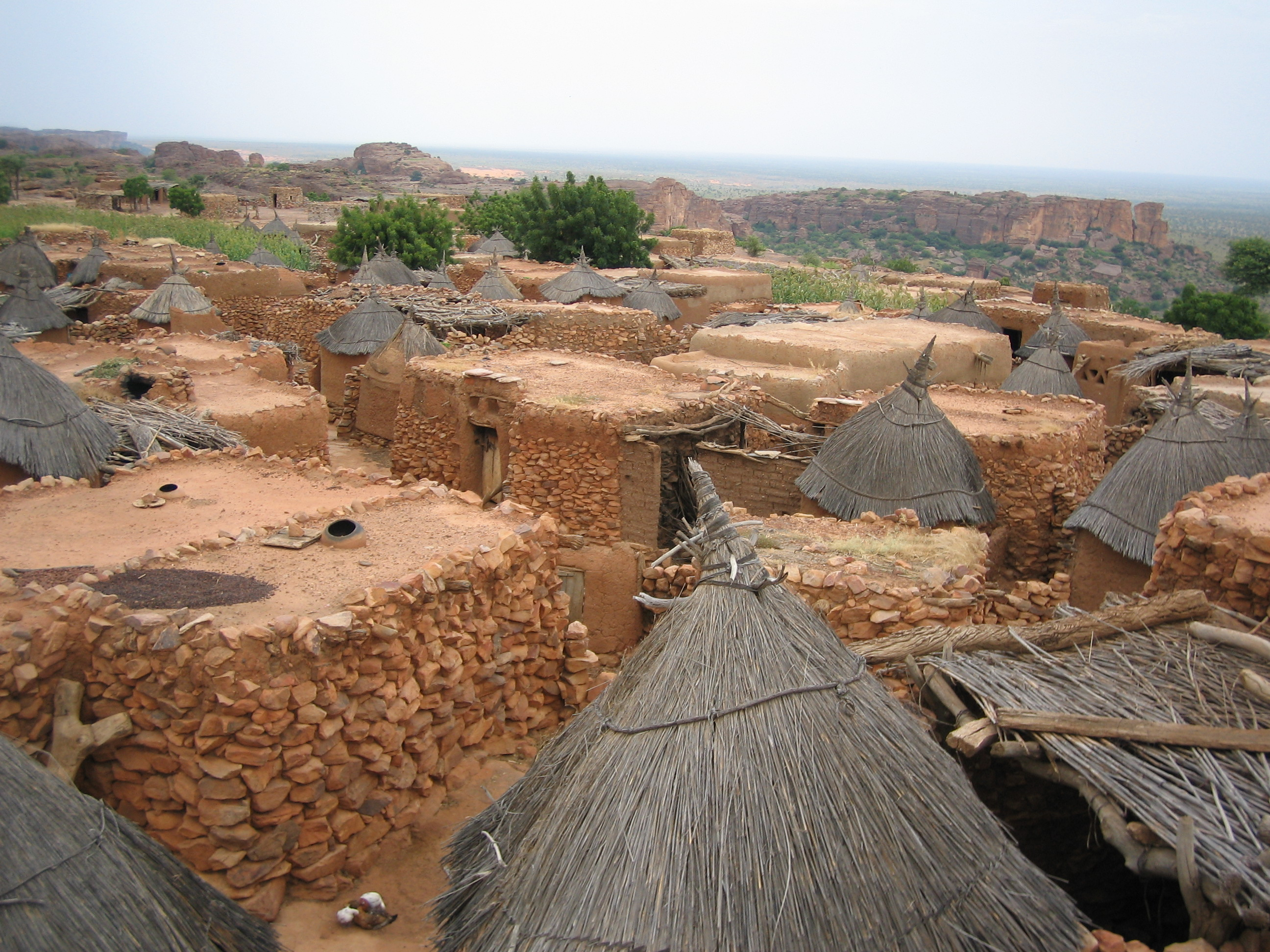
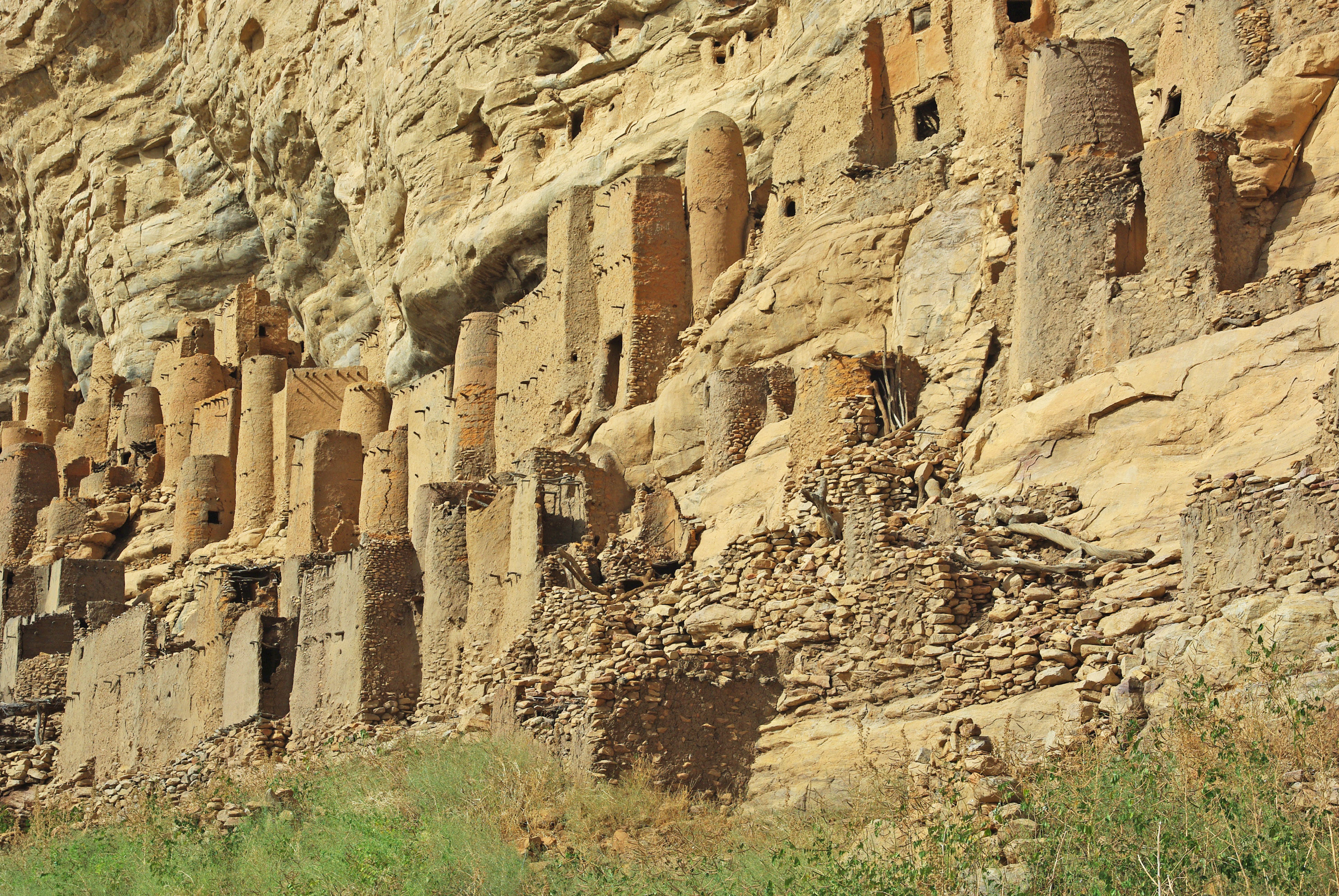